# Charopidae
Charopidae es una familia taxonómica de pequeños caracoles terrestres, son moluscos gastrópodos terrestres pulmonados de la superfamilia Punctoidea, (de acuerdo con la taxonomía de los Gastropodes por Bouchet & Rocroi, 2005).

## Subfamilias y géneros
La familia Charopidae consiste en las siguientes subfamilias:
- Charopinae Hutton, 1884 - sinónimos: Phenacohelicidae Suter, 1892; Flammulinidae Crosse, 1895; Amphidoxinae Thiele, 1931; Dipnelicidae Iredale, 1937; Hedleyoconchidae Iredale, 1942; Pseudocharopidae Iredale, 1944; Trachycystidae Schileyko, 1986; Therasiinae Schileyko, 2001; Flammoconchinae Schileyko, 2001; Ranfurlyinae Schileyko, 2001
- Otoconchinae Cockerell, 1893
- Rotadiscinae H. B. Baker, 1927
- Semperdoninae Solem, 1983
- Thysanotinae Godwin-Austen, 1907
- Trukcharopinae Solem, 1983

La familia Charopidae incluye los géneros:
Charopinae
- Discocharopa Iredale, 1913
- Sinployea Solem, 1983
- Ba Solem, 1983
- Maafu Solem, 1983
- Lauopa Solem, 1983
- Tuimalila Solem, 1983
- Lagivala Solem, 1983
- Vatusila Solem, 1983
- Graeffedon Solem, 1983

Otoconchinae
- Otoconcha Hutton, 1884 - tipo de género de la subfamilia Otoconchinae

Rotadiscinae
- Microcharopa Solem, 1983

Semperdoninae
- Semperdon Solem, 1983
- Landronellum Solem, 1983
- Himeroconcha Solem, 1983

Thysanotinae
Trukcharopinae
- Trukcharopa Solem, 1983
- Kubaryiellus Solem, 1983
- Russatus Solem, 1983
- Roimontis Solem, 1983
- Palikirus Solem, 1983
- Jokajdon Solem, 1983
- Palline Solem, 1983

? subfamilia
- Radioconus
- Radiodiscus
- Bischoffena
- Opanara Solem, 1976